# Alfarrasí
Alfarrasí – gmina w Hiszpanii, w prowincji Walencja, we wspólnocie autonomicznej Walencja, o powierzchni 6,38 km². W 2011 roku liczyła 1303 mieszkańców.